# Alpesi kürt
Az alpesi kürt (német: Alphorn) vagy havasi kürt egy ősi, eredetileg az alpesi pásztorok által használt kürt, amely jelző funkciót töltött be. A tölcséres fúvókájú hangszerek családjába tartozik. Megtalálható a svájci, a bajor, az osztrák és a francia Alpokban. Ma hangszerként használják, amelyet ünnepségeken és szezonális fesztiválokon szólaltatnak meg. Svájc egyik nemzeti szimbóluma.

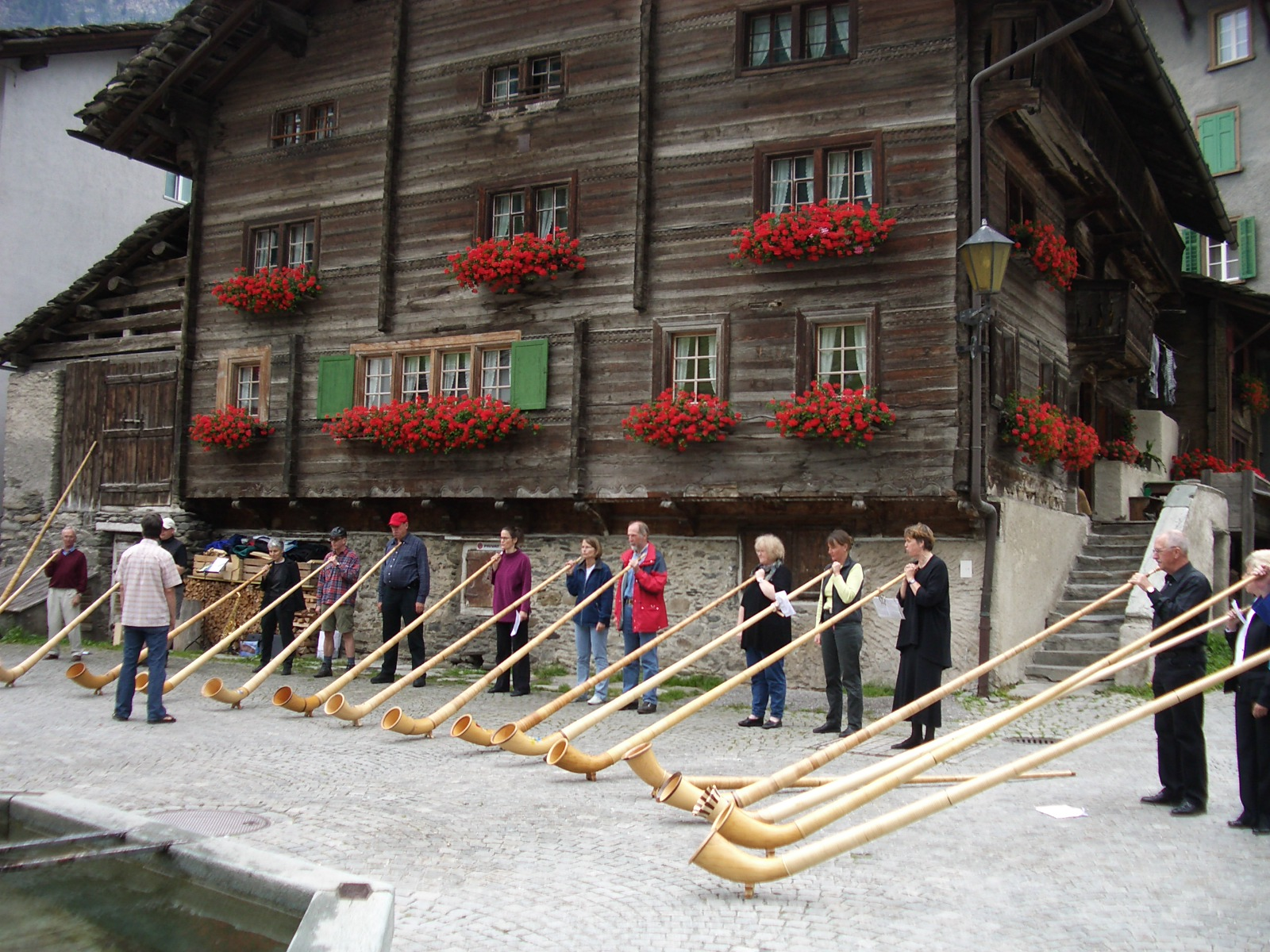
Alpesi kürtösökből álló csapat készül elő egy svájci településen

A kürt igen hosszú, néha a négy métert is eléri. Hagyományosan puhafából, általában fenyőből készül. 
A kürt alakja a területtől függően változik. Svájcban a vége általában felfelé görbül. Máshol, főleg az Alpok keleti részén, trombita formájúak, de S-alakúak is előfordulnak. 
Hangja messze hallatszik, megszólaltatása tölcsérfúvókával történik, amely egyaránt készülhet fából vagy fémből.
Hasonló hangszerek más neveken fellelhetők Tibetben, Dél-Amerikában, Ausztráliában (didzseridu), vagy egy rövidebb változata a Keleti-Kárpátokban (székely fakürt).